# Herálec (Žďár nad Sázavou)
Herálec é uma comuna checa localizada na região de Vysočina, distrito de Žďár nad Sázavou.